# Никола Котур
Никола Котур (Сремски Карловци, 1899 – Совјетски Савез, 1938) био је југословенски комуниста, архитекта и секретар СКОЈ-а.

## Биографија
Рођен је 1899. године у Сремским Карловцима. По народности је био Србин, а по занимању архитекта.
Био је политички секретар СКОЈ-а. Године 1922-1923. је са водећим југословенским комунистима учествовао у широкој дискусији која се водила у Раднику поводом националног питања. Хапшен је у априлу 1925, извештено је да је код њега пронађена резолуција о организацији „ами” тј. антимилитаристичке пропаганде.
У септембру 1927. године Котур је са друговима организовао илегалну партијску школу у Београду, за 40 активиста комунистичке омладине. У октобру, приликом велике полицијске провале ухапшено је свих 40 активиста, међу њима готово читаво скојевско вођство, секретар СКОЈ-а Никола Котур и генерални секретар КПЈ Сима Марковић. Фебруара 1928. године почео је велики процес против комунистичке омладине Београда, који је у земљи и иностранству имао велики публицитет. У суду су оптужени износили страшне методе мучења којима се служила полиција како би им изнудила признање. На основу Закона о заштити државе тада су заједно осуђени на по пет година затвора: Јосип Цази, Никола Котур, Иван Бријачек, Павле Ковачевић и Јосип Радобоља. Већина је осуђена на 3 до 6 месеци затвора.
По изласку из затвора, емигрирао је у Совјетски Савез, где је живео и радио. Марта 1937. ухапшен је у свом стану у околини Москве, од стране агената НКВД. Одвели су га у један московски логор, одакле му се крајем те године изгубио сваки траг.

## Рехабилитација
За његову рехабилитацију изборила се његова ћерка. У документу који јој је 1957. доставио Војни суд Хабаровска наводи се да је Котур званично осуђен фебруара 1938. године.